# Трое в паре
«Трое в паре» (англ. Three on a Match) — американский криминальный фильм режиссёра Мервина Лероя, который вышел на экране в 1932 году.
Фильм рассказывает о трёх школьных подругах, жизненные пути которых пересекаются спустя несколько лет. Одна из них Вивьен (Энн Дворак) вышла замуж за успешного адвоката (Уоррен Уильям), однако не счастлива в браке, и сбегает от него вместе с малолетним сыном, пускаясь в глубокий загул с азартным игроком и плейбоем. Две её подруги Мэри (Джоан Блонделл) и Рут (Бетт Дейвис) берут на себя заботу о ребёнке, позднее одна из них становится женой адвоката, а другая — гувернанткой. В финале картины Вивьен ценой своей жизни спасает сына от похитивших его гангстеров.
Название фильма — дословно «трое на спичке» — отсылает к примете, согласно которой третьему человеку, который прикурит от зажённой спички, грозит несчастье. Считается, что примету не поджигать от одной спички третью сигарету придумал шведский спичечный магнат Ивар Крюгер, который хотел, чтобы потребители покупали больше спичек. По случайному совпадению Warner Bros. в том же году, что и этот фильм, выпустила кинобиографию Ивара Крюгера, роль которого сыграл Уоррен Уильям.
В фильме сыграло несколько начинающих актёров, которые несколько лет спустя стали звёздами Голливуда, среди них Бетт Дейвис, Джоан Блонделл и Хамфри Богарт.

## Сюжет
В 1921 году в одной из средних школ Нью-Йорка получают дипломы три девушки — озорная и компанейская Мэри Китон, популярная Вивьен Ревир и «лучшая из девушек» Рут Вескот. К 1925 году Мэри «из-за парня» оказывается в исправительной школе, Вивьен занимается в школе для юных леди, а Рут учится в бизнес-колледже. В 1930 году Мэри (Джоан Блонделл) и Рут (Бетт Дейвис) случайно встретившись на улице, решают сходить в кафе, куда приглашают и Вивьен (Энн Дворак). В кафе все трое прикуривают от одной спички, что является плохой приметой, согласно которой последней из прикуривших грозит несчастье, и ей оказывается Вивьен. К этому времени Мэри стала актрисой и с переменным успехом выступает под именем Мэри Бернард, Рут работает секретаршей и стенографисткой, имея стабильный заработок, а Энн вскоре после завершения учёбы вышла замуж за успешного адвоката Роберта Кирквуда (Уоррен Уильям) и родила сына. Однако несмотря на казалось бы богатую и комфортную жизнь, Вивьен страдает от скуки и отсутствия любви, завидуя независимости своих подруг. Дома Вивьен неохотно делится своими чувствами с мужем, который обожает её и сына. Чтобы преодолеть её депрессию, Роберт предлагает вместе отправиться в путешествие, однако она предпочитает поехать вдвоём с сыном Джуниором. Роберт поднимается в каюту к Вивьен и сыну, чтобы проводить их перед отправлением на трансатлантическом лайнере в Европу. После его ухода на корабле неожиданно появляется Мэри в сопровождении двух элегантных мужчин, которые пришли на вечеринку по случаю отъезда своих знакомых. Мэри уговаривает Вивьен присоединиться к ним, и та принимает приглашение подруги, оставляя Джуниора со стюардессой. На вечеринке, которая продолжается до глубокой ночи, Вивьен проводит время в компании знакомого Мэри, плейбоя Майкла Лофтуса (Лайл Тэлбот). Они выпивают и танцуют, при этом Майкл осыпает Вивьен комплиментами. На следующее утро, когда лайнер уходит в море, выясняется, что Вивьен и Джуниора на борту нет. Информация об их исчезновении попадает в газеты, а Ричард начинает энергичные поиски жены и ребёнка, уверенный в том, что Вивьен скрылась осознанно. Тем временем Майкл и Вивьен выпивают и целуются в гостиничном номере, не обращая внимания на Джуниора, который хочет есть. Мэри при встрече рассказывает Рут, что Вивьен сменила имя и полностью ушла в загул с одним из её знакомых, ничего не замечая вокруг. Мэри жалеет ребёнка и хочет забрать его. Она приходит к Вивьен домой, где та вместе с Майклом устроила гулянку для друзей. Мэри просит отдать ей Джуниора, обещая позаботиться о нём, и Вивьен обещает подумать. Мэри находит Роберта на работе, рассказывая ему, где живёт Вивьен, и жалея несчастного мальчика. Затем вместе с помощником Роберта Мэри приезжает к Вивьен, чтобы забрать Джуниора и его вещи. Во время встречи она упрекает подругу в том, что та так жестоко обошлась с мужем и ушла к совершенно недостойному человеку. Лето 1931 года Роберт проводит в своём прибрежном коттедже вместе с сыном, приглашая пожить у себя Мэри и Рут, которые с удовольствием занимаются с Джуниором. Под конец их пребывания Роберт делает Мэри предложение, так как на следующий день должен получить развод от Вивьен, одновременно предлагая Рут работу гувернантки. Газеты сообщают о том, что Роберт женился на следующий день после развода. В 1932 году Мэри выходит из дорогого магазина, направляясь к своему автомобилю, когда к ней подходит поджидавшая её, обнищавшая Вивьен. Она говорит, что они с Майклом истратили все её деньги и теперь оказались в отчаянном положении, и просит помочь. Мэри вынимает из кошелька и отдаёт ей все деньги, после чего Вивьен торопливо уходит. За углом её поджидает Майкл, который отбирает деньги и пересчитывает их, возмущаясь тем, что Мэри дала всего 80 долларов. С этими деньгами он приходит в клуб «Севилья», отдавая их владельцу клуба, гангстеру Эйсу (Эдвард Арнольд). Тот возмущён тем, что Майкл, который задолжал ему за азартные игры уже 2 тысячи долларов, принёс столь незначительную сумму, и поручает своим парням во главе с Харвом (Хамфри Богарт) разобраться с ним. Опасаясь за свою жизнь, Майкл пытается шантажировать Роберта, заявляя, что сообщит прессе о том, что его жена Мэри сидела в тюрьме, если он не заплатит ему 2 тысячи долларов. Однако Роберт отказывается с ним разговаривать и выгоняет из своего кабинета. Когда Джуниор гуляет в парке вместе с Рут, Майкл похищает мальчика, обещая отвести к маме, которая его ждёт. Очень быстро полиция начинает розыски ребёнка, подозревая в похищении Майкла. Тем временем в гостиничном номере безвольная Вивьен уже не рада видеть сына. В этот момент появляется Харв вместе с подручными. Узнав о похищении Джуниора, гангстер заявляет, что это крупное дело не на 2 тысячи долларов, и он в нём тоже будет участвовать. Харв требует от Майкла запросить выкуп в 25 тысяч долларов, и устанавливает охрану из своих ребят, которые постоянно дежурят в номере. Однако получение выкупа срывается, так как Харв заметил, что полиция устроила засаду, и теперь он собирается выработать новый план. Вивьен рыдает в невменяемом состоянии, и гангстеры бьют её, чтобы привести в чувства, а затем запирают в комнате вместе с Джуниором. Сквозь дверь она слышит, как Харв требует убить Джуниора как опасного свидетеля. Она прячет сына, а сама губной помадой пишет на своей ночной рубашке адрес, где их удерживают. Увидев на улице полицейских, она в этой ночной рубашке выбрасывается из окна, разбиваясь насмерть. Полиция врывается в квартиру по указанному адресу, арестовывая членов банды. Джуниор возвращается к отцу, вместе с которым они вспоминают Вивьен, а Мэри и Рут вдвоём прикуривают от одной спички у камина в доме Роберта.

## В ролях
- Джоан Блонделл — Мэри Китон / Мэри Бернард
- Энн Дворак — Вивьен Ревир Кирквуд
- Бетт Дейвис — Рут Вескотт
- Уоррен Уильям — Роберт Кирквуд
- Лайл Тэлбот — Майкл Лофтус
- Хамфри Богарт — Харв
- Аллен Дженкинс — Дик
- Эдвард Арнольд — Эйс
- Фрэнки Дарро — Бобби
- Гленда Фаррелл — миссис Блэк
- Бастер Фелпс — Роберт «Джуниор»
- Грант Митчелл — мистер Гилмор, директор школы
- Вирджиния Дейвис — Мэри Китон (в детстве)
- Энн Ширли — Вивьен Ревир (в детстве)
- Бетти Карс — Рут Вескотт (в детстве)

## Исполнители главных ролей в картине
Главные роли в фильме исполнили молодые актрисы, которые вскоре стали звёздами Голливуда. Как отмечает историк кино Джефф Стаффорд, «среди трёх ведущих актрис этого фильма глава студии Warner Bros Джек Уорнер особенно выделял Энн Дворак». В автобиографии «Мои первые сто лет в Голливуде» он написал о ней следующее: «Я видел её в фильме „Лицо со шрамом“ (1932), и в ней была та изысканность и возвышенность, которую редко встретишь у голливудских актрис того времени. Я привёл её на Warner Bros, и за пятилетний период она снялась в девятнадцати картинах, включая „Джимены“ (1935), „Трое в паре“, „Полночное алиби“ (1934) и „Толпа ревёт“ (1932). Однако её подвёл темперамент. Когда агенты актрисы Майрон Селзник и Чарли Фелдман начали плести интриги надежде заполучить её себе, Дворак не выдержала этого и отправилась в длительное плавание в Нью-Йорк через Панамский канал. Я временно отстранил её, но она так больше и не вернулась на съёмочную площадку (студии Warner Bros) в Бербанке, что было очень плохо, так как её ожидало ослепительное будущее, которое разрушили агенты своими дрязгами». По мнению Стаффорда, «если бы не это невезение, Дворак действительно могла бы стать крупной звездой».
В автобиографии «Одинокая жизнь» Бетт Дейвис неблагожелательно отозвалась об этом фильме, написав, что студия «поставила меня в скучную картину категории В под названием „Трое в паре“,… а Мервин Лерой оказался очередным неприятным режиссёром. Он постоянно говорил, какой выдающейся драматической звездой станет Джоан (Блонделл), и я была за неё рада. Но его резкие замечания и безразличие по отношению ко мне вряд ли помогали мне в работе. Кажется, что-то внутри меня вызывало сопротивление у таких мужчин. У меня нет ни малейшего сомнения в том, что их возмущала моя подготовка и моя уверенность. Они привыкли к пассивным актрисам… Мэдж в „Кабине в хлопке“ (1932) была моей первой откровенной и явной стервой, и можно было ожидать, что эта роль навсегда избавит меня от сладкого и скучного амплуа сестры, которое преследовало меня с момента моего появления в кино. Но здесь я снова получила роль стенографистки, при попытке одухотворить которую я бы пошла против влиятельных сил». Как отмечает Стаффорд, «недовольство Дейвис усиливало то, при работе над фильмом она столкнулась с нежелательными ухаживаниями со стороны исполнителя главной роли Уоррена Уильяма, который донимал актрису и на предыдущих фильмах». Позднее Мервин Лерой отчасти признал свою неправоту в отношении Дейвис, написав в автобиографии «Мервин Лерой: первый дубль»: «Мне дали трёх неизвестных девушек — Джоан Блонделл, Бетт Дейвис и Энн Дворак. Я сделал ошибку, когда после завершения работы над картиной сказал интервьюеру, что Джоан Блонделл станет большой звездой и что у Энн Дворак определённо есть для этого все возможности, но я не думал, что Бетт Дейвис чего-то достигнет. С тех пор она была со мной холодна».
Как далее отмечает Стаффорд, «Дейвис понадобилось ещё три года, чтобы доказать скептикам, что они были неправы. В 1934 году в фильме „Бремя страстей человеческих“ она наконец сыграла роль, которая обеспечила ей прорыв к славе, а в 1935 году завоевала свой первый Оскар как лучшая актриса за фильм „Опасная“ (1935)». Что касается Джоан Блонделл, то сразу после этого фильма он получит много значимых работ, добившись заметного успеха благодаря главным ролям в фильмах «Золотоискатели 1933-го года» (1933) и «Дамы» (1934). По словам Стаффорда, «значительно больше времени потребуется Хамфри Богарту, чтобы достичь статуса ведущего актёра Warner Bros (в этом фильме он сыграл одну из своих первых гангстерских ролей). Игра в роли сбежавшего заключённого в фильме „Окаменелый лес“ (1936) принесёт ему признание критики, но Богарту придётся подождать до фильмов 1941 года, после фильмов „Высокая Сьерра“ и „Мальтийский сокол“ его харизма окончательно покорит зрителей».

## Прокатная судьба картины и римейк
По информации Американского института киноискусства, в 1932 году американская общественность находилась под впечатлением от похищения малолетнего сына знаменитого американского лётчика Чарльза Линдберга, и потому цензурные советы не хотели пропускать фильм, содержащий эпизод с похищением ребёнка, поскольку считали, что публика отвергнет такой фильм. Позднее один из цензоров с Восточного побережья согласился пропустить картину, потому что похитителей всё-таки ловят, но вслед за этим было заключено джентльменское соглашение, согласно которому киноиндустрия не будет больше производить картины с похищением людей.
В 1938 году на фильм был сделан существенно выхолощенный римейк под названием «Бродвейские мушкетёры».

## Оценка фильма критикой
Как отметил историк кино Джефф Стаффорд, после выхода картины на экраны «критики проигнорировали его как ничем не выдающийся фильм». Так, кинообозреватель «Нью-Йорк Таймс» Мордант Холл назвал картину «скучной и безвкусной», отметив, что «даже Уоррен Уильям не дотягивает до своего обычно высокого уровня игры».
Современная критика, вероятно, с учётом последующих успешных карьер нескольких молодых актёров этого фильма, оценивает его достаточно позитивно. В частности Стаффорд пишет, что «среди множества низкобюджетных картин, которые Warner Bros. произвела на своём фабричном конвейере в начале 1930-х годов, этот фильм — один из лучших». По мнению киноведа, «это суровая, быстрая мелодрама, для которой характерна живость и острота фильмов, выпущенных до введения Производственного кодекса». Стаффорд далее отмечает, что фильм «содержит талантливый подбор сравнительных новичков, многие из которых станут крупными звёздами в последующие годы, среди них Джоан Блонделл, Бетт Дейвис и Хамфри Богарт». При этом киновед особенно выделяет Дворак, которая «бесспорно выдаёт захватывающую игру в роли обречённой Вивиан, привнося ощущение подлинной трагедии в эту сильно стилизованную мыльную оперу. По сравнению с ней Блонделл и Дейвис смотрятся просто актрисами второго плана, хотя обе выжимают максимум из предоставленных им ограниченных экранных возможностей».
Современный киновед Ханс Дж. Воллстейн называет картину «типичной доцензурной драмой», в центре внимания которой находится «незаслуженно обойдённая вниманием Дворак», которая «убедительно исполняет роль томящейся жены занятого делами адвоката». По мнению Воллстейна, «какую бы роль она не играла, в Дворак всегда есть что-то тревожное, и потому грехопадение её героини не выглядит столь уже неожиданным, как возможно предполагал сценарист Люсьен Хаббард». Как далее отмечает критик, «темноглазая Дворак действительно скорее принадлежит улице, чем салону, и она играет своё падение в кокаиновую зависимость без всякого тщеславия». На употребление ей кокаина обращает внимание гангстер в исполнении Богарта, который отметает ссылки на её несдержанный характер, показывая на её нос. Такой намёк ни за что бы не был пропущен цензурой после июля 1934 года, когда вступил в действие Производственный кодекс. Что же касается остальных актёров, то, по словам Воллстейна, «очень молодой и очень светлой Бетт Дейвис достаётся очень мало работы», Джоан Блонделл играет «свою обычную роль хористки, ставшей светской женой», а Хамфри Богарт, «указанный в титрах этого, своего второго фильма для Warner Bros лишь десятым, впервые сыграл роль глумливого гангстера», которую будет неоднократно исполнять на протяжении 1930-х годов.